# Рахель Янаїт Бен-Цві

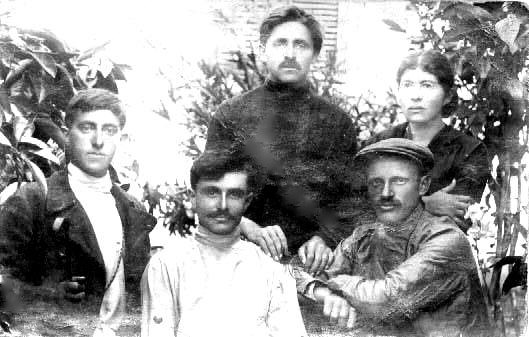
Члени «Га-Шомер» (1920)

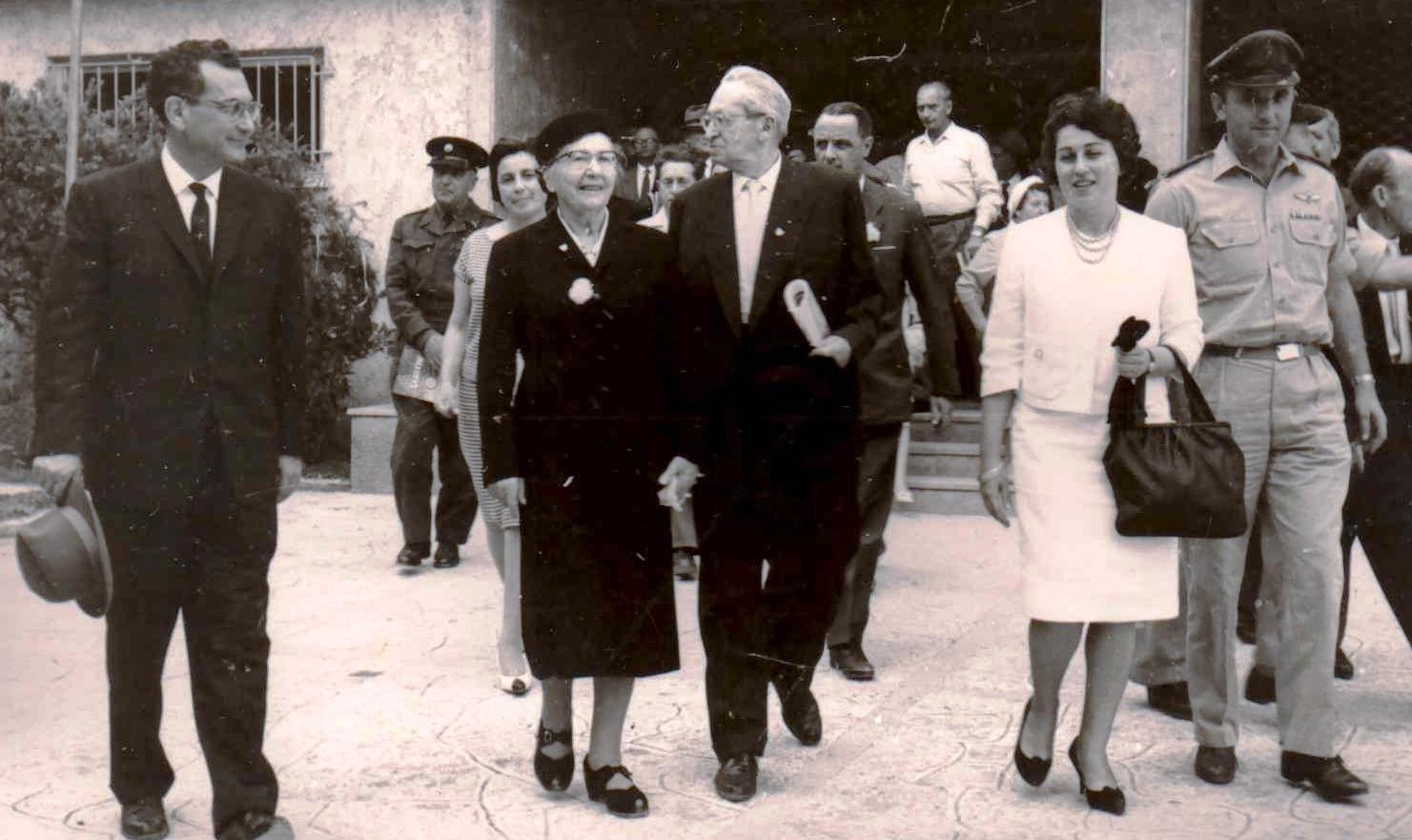
Рахель Янаїт Бен-Цві з чоловіком (у центрі) у місті Реховот (між 1955 та 1963 роками)

Рахель Янаїт Бен-Цві (івр. רחל ינאית בן-צבי; при народженні — Ґолда Лишанська, Голда Лішанська; 3 травня 1886, Малин, Київська губернія, Російська імперія — 16 листопада 1979, Єрусалим, Ізраїль) — ізраїльська письменниця, освітня діячка, лідерка соціалістичного сіонізму. Провідна активістка «ішуву» Палестини та Ізраїлю. Лауреатка премії Ізраїлю (1978).
Дружина другого Президента Ізраїлю Іцхака Бен-Цві. 

## Біографія
Рахель народилася 1886 року в місті Малин, Російська імперія (тепер Житомирська область, Україна), у сім'ї Меїра Йони та Шошанни, у яких було ще три дочки. Ім'я при народженні — Ґолда Лишанська (івр. גולדה לישנסקי), пізніше вона змінила ім'я та прізвище на Рахель Янаїт, на честь юдейського царя Александра Янная (івр. אלכסנדר ינאי), відомого своїми завоюваннями територій; а також для співзвучності з іменем батька «Йона» (івр. יונה).
Навчалася у місцевому хедері, пізніше — у гімназії в Житомирі. Знала російську мову, давала уроки івриту. Трохи жила у Києві, де стала однією із засновниць єврейської соціал-демократичної робітничої партії «Поалей-Ціон». За активну політичну діяльність була заарештована й сиділа у в'язниці. З 1905 року вивчала ботаніку та зоологію в Єнському університеті (Німеччина). Громада Малина делегувала її на сьомий сіоністський конгрес у Базелі (Швейцарія).
1908 року емігрувала до Палестини, яка тоді перебувала під владою Османської імперії. Там вона стала лідеркою серед євреїв Другої Алії. Того ж року вона ввійшла до складу засновників та викладачів Єврейської гімназії в Єрусалимі. 1909 року Рахель взяла участь в установчих зборах єврейської організації самооборони «Га-Шомер» у Кефар-Тавор. 1910 року разом з Іцхаком Бен-Цві заснувала друкований орган соціалістичного руху «Га-Ахдут» (укр. Єдність).
З 1911 по 1914 рік Рахель вивчала агротехніку в університеті Нансі (Франція), по поверненні до Палестини вона продовжила свою координаційну роботу між організаціями «Га-Шомер» та «Нілі».
1918 року вона вийшла заміж за Іцхака Бен-Цві, у них народилося двоє синів — Амрам (1922) та Елі (1924), який загинув 1948 року, під час громадянської війни в кібуці Бейт-Кешет.
Після Першої світової війни, 1920 року, Рахель заснувала в Єрусалимі розсадник, щоб вчити інших доглядати за рослинами, а вже 1928 року вона заснувала ферму для жінок-робітниць (івр. משק הפועלות), щоб навчати сільському господарству. Організовувала підпільну алію іммігрантів через Сирію та Ліван. Була однією з очільниць «Гаґана» у Єрусалимі, і була залучена до вбивства антисіоніста Якоба Ісраеля де Хаана 1924 року.
Після заснування Держави Ізраїль вона активно займалася організацією процесу абсорбції іммігрантів з арабських країн.
Рахель підтримувала необхідність набирати до армії і дівчат, про що вона сказала в інтерв'ю в 1950-х роках:
|  | Наша позиція, моя і Бен-Цві, яка не змінилася ще з часів «Га-Шомера» та «Гаґани», полягає в тому, що це важливо включати дівчат, і навіть розширити їхні ролі в армії. Це була наша спільна позиція з самого початку нашого шляху в лейборитському русі |

1952 року чоловік Рахель став президентом Ізраїлю. Як перша леді Ізраїлю, вона зробила будинок президента відкритим для людей з усіх верств ізраїльського суспільства. Протягом цього періоду вона писала про освіту й оборону, і написала автобіографію під назвою «Ми — „олім“» (івр. אנו עולים), опубліковану 1961 року.
1963 року, після смерті чоловіка, вона започаткувала фонд «Яд Бен-Цві», метою якого є дослідження та публікування матеріалів з історії Ізраїлю.
Рахель Янаїт померла 16 листопада 1979 року. Похована на цвинтарі Гар ха-Менухот (Єрусалим).

## Нагороди та відзнаки
- Премія Генрієтти Сольд (1958)[6];
- Почесне громадянство Єрусалиму (1965)[6];
- Премія Ізраїлю за особливий внесок у суспільство та державу Ізраїль (1978)[7].